# 翅子罗汉果
翅子罗汉果（学名：Siraitia siamensis）是葫芦科罗汉果属的植物。分布于泰国、越南以及中国大陆的广西、云南等地，生长于海拔300米至700米的地区，一般生长在山坡林中，目前尚未由人工引种栽培。
种加名 siamensis 意为“暹罗的”。

## 别名
凡力（广西壮语）、红汞藤（广西那坡）